# مایکل هاروی
مایکل پل هاروی (انگلیسی: Michael Paul Harvey؛ متولد ۲۱ سپتامبر ۱۹۸۹) یک تکواندوکار انگلیسی است. وی قهرمان اروپا در کلاس سبک‌وزن (زیر ۶۳ کیلوگرم) و دارنده مدال نقره جهان است. او همچنین در بازی‌های المپیک تابستانی ۲۰۰۸ در پکن شرکت کرده‌است.

## اوایل زندگی
هاروی بزرگ شده در هاید، منچستر بزرگ، بریتانیا است و به عنوان یک نوجوان او به کالج زبان لانگدندیل کامیونیتی در هالینگورث، هاید پیوست.

## زندگی حرفه‌ای
هاروی ورزش تکواندو را از اوایل ۵ سالگی آغاز کرد. پس از سالها موفقیت در رده‌های نوجوانان، او به رده بزرگسالان تغییر مکان داد و به تیم تکواندوی بریتانیا برای بازی‌های المپیک پکن در سال ۲۰۰۸ پیوست.مایکل در اولین مسابقه خود به مدال آور نقره جهان و اکنون قهرمان المپیک، گیرمو پرز از مکزیک در امتیاز طلایی باخت و این دیدار با نتیجه ۲–۲ به پایان رسید. در دور اول شانس مجدد، مایکل در مقابل روح‌الله نیکپا که بعداً اولین مدال آور المپیک افغانستان شد، شکست خورد. این دیدار با نتیجه ۲–۱ به پایان رسید.